# Oborywanie przepiórki
Oborywanie przepiórki – polski zwyczaj związany ze żniwami.
W czasach, gdy zboże kosiło się ręcznie, na pole gospodarza schodzili się do pomocy inni gospodarze.  Na koniec pozostawiali garść nieskoszonego zboża, pięknie obwiązywali je słomą lub w inny sposób ozdabiali (np. kwiatami), znienacka łapali gospodarza-właściciela za nogi i kilkakrotnie ciągnęli go po ziemi, dookoła tzw. przepiórki, a na Podlasiu i Kurpiach dziewczyny-żniwaczki. Po tej ceremonii, kończącej zbiór zboża, gospodarz zapraszał wszystkich na suty i zakrapiany poczęstunek, który był zapłatą za pracę przy żniwach. Samą przepiórkę najczęściej pozostawiano na polu, kładąc pod nią np. skórkę od chleba, jako podarek dla ptaków i myszy by w przyszłym roku nie robiły strat w gospodarstwie. Zwyczaj ten zanikł w momencie pojawienia się kombajnów. 
W zależności od regionu przepiórkę nazywano także kozią brodą, wereją, brodą, kózką lub kozą.